# Andrew Smith Hallidie

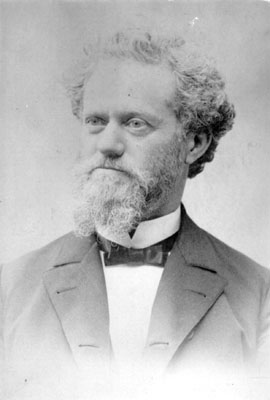
Andrew Smith Hallidie

Andrew Smith Hallidie (* 16. März 1836; † 24. April 1900) war ein US-amerikanischer Unternehmer. Er engagierte sich für die „Clay Street Hill Railroad“ in San Francisco. Es war das erste funktionsfähige Kabelbahnsystem weltweit, weshalb Hallidie als Erfinder der Kabelstraßenbahn und Vater der heutigen San Francisco Cable Cars gilt. Er führte die Drahtseilproduktion in Kalifornien ein und baute hier auch Brücken. Sein Grab befindet sich auf dem Cypress Lawn Memorial Park in Colma.